# Ziziphus yucatanensis
Ziziphus yucatanensis là một loài thực vật có hoa trong họ Táo. Loài này được Standl. miêu tả khoa học đầu tiên năm 1932.